# Městská knihovna Nymburk
Městská knihovna Nymburk je veřejná knihovna s univerzálním knihovním fondem, jejímž zřizovatelem je město Nymburk. Instituce poskytuje knihovnické a informační služby veřejnosti. Od roku 2018 má knihovna opět také jednu pobočku, ta se nachází v suterénu polikliniky na adrese Okružní 2160. Za svou činnost obdržela knihovna městské vyznamenání Nymburský lev I. třídy za zásluhy o rozvoj kultury, vzdělanosti a spolkového života. 

## Současnost
V roce 2020 měla knihovna 2 743 čtenářů, z tohoto počtu bylo 846 dětí. Ve stejném roce bylo evidováno fyzických 57 455 návštěv knihovny a čtenáři si vypůjčili celkem 109 325 dokumentů. Velikost knihovního fondu činila 70 652 knihovních jednotek. Pro zájemce uspořádala knihovna 119 vzdělávacích a kulturních akcí.

## Oddělení knihovny
Městská knihovna Nymburk disponuje následujícími odděleními:
- Oddělení pro dospělé
- Oddělení pro děti
- Studovna
- Čítárna

## Služby
Městská knihovna Nymburk nabízí knihovnické a informační služby:
- prezenční i absenční půjčování knih, CD, e-knih a čteček, deskových her
- kopírování, tisk, skenování, laminování
- poskytování bibliografických, referenčních a faktografických informací
- zpracování rešerší
- PC s přístupem k internetu, Wi-Fi
- meziknihovní výpůjční služba
- možnost vracení knih do biblioboxu

### Vzdělávání a kultura
- tematické besedy
- knihovnicko-informační lekce
- Univerzita třetího věku
- zapojení do projektu S knížkou do života
- Týden knihoven
- Noc s Andersenem
- výstavy